# Ardmore Gallen Stone

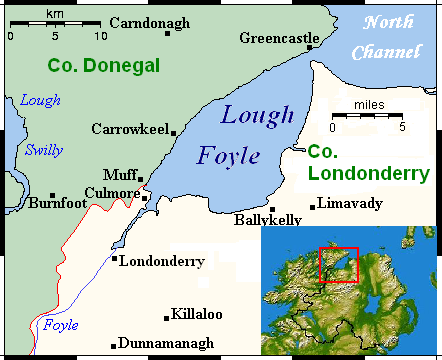
Lage von Muff

Der Ardmore Gallen Stone (auch Ardmore Gallan oder Muff Stone genannt) ist ein Menhir (englisch Standing Stone) bei Muff im County Donegal in Irland. Gallan dürfte von der irischen Bezeichnung gallán für Menhir abgeleitet sein.
Der einseitig mit einer natürlichen mittigen Eintiefung versehene, quaderförmige Menhir steht auf der Halbinsel Inishowen, oberhalb des Loch Foyle, in einem Feld, etwa 1,6 km nordöstlich des Dorfes Muff. Er ist etwa 2,1 Meter hoch und 0,9 m breit und tief. Auf seiner Südseite ist er mit etwa 40 Schälchen und Wirbelmustern verziert, von denen etwa die Hälfte von ein bis drei Ringen umgeben ist. Derartige Steine werden allgemein in die Bronzezeit datiert.